# Terinos praestigiosa
Terinos praestigiosa är en fjärilsart som beskrevs av Hans Fruhstorfer 1915. Terinos praestigiosa ingår i släktet Terinos och familjen praktfjärilar. Inga underarter finns listade i Catalogue of Life.